# المدرسة (القفر)

تعديل مصدري - تعديل

المدرسة محلة تابعة لقرية اريان، التابعة لعزلة بني سيف العالي بمديرية القفر إحدى مديريات محافظة إب في الجمهورية اليمنية، بلغ تعداد سكانها 61 حسب تعداد اليمن لعام 2004.